# Australidelphia
Los australidelfos (Australidelphia) son un magnorden que incluye a todos los mamíferos marsupiales que viven en Oceanía, además del orden Microbiotheria, endémico de Sudamérica.
Los australidelfios aparecieron en La Tierra durante el Cretáceo en la actual Australia que entonces formaba el continente austral conocido como Gondwana junto a la Antártida y Sudamérica, produciéndose una radiación por todo el territorio aunque con posterioridad desapareciesen de grandes áreas, quedando en la actualidad solo un representante fuera de Oceanía, el monito de monte (Dromiciops gliroides).
Y es precisamente a este al que más se asemejaban las especies más antiguas conocidas.
Un cladograma resumido del magnorden es el siguiente:
```
--o Magnorden Australidelphia - (Szalay, 1982)
  |-o Superorden 
Microbiotheria
 - (Ameghino, 1889) 
  | `-o Orden 
Microbiotheria
 - Ameghino, 1889
  `-o Superorden 
Eometatheria
 - (Simpson, 1970)
    |-o Orden 
Notoryctemorphia
 - (Kirsch, 1977)
    |-o Orden 
Yalkaparidontia
 - Archer et al., 1988 (†)
    |-o Granorden 
Dasyuromorphia
 - (Gill, 1872)
    | `-o Orden 
Dasyuromorphia
 - (Gill, 1872)
    `-o Granorden 
Syndactyli
 - (Gill, 1871)
      |-o Orden 
Diprotodontia
 - Owen, 1866 
      `-o Orden 
Peramelemorphia
 - (Kirsch, 1968)
```